# Le Froid Baiser de la mort
Pour plus de détails, voir Fiche technique et Distribution.
Le Froid Baiser de la mort (Il terzo occhio) est un film d'horreur italien coécrit et réalisé par Mino Guerrini, et sorti en 1966.

## Synopsis
Un jeune comte taxidermiste, Mino, vit avec sa mère dominatrice et leur servante Marta dans une demeure gothique et sinistre. La vieille comtesse possessive et castratrice refuse que son fils épouse son amoureuse Laura. Les deux femmes tentent tout pour briser le jeune couple amoureux. Marta, jalouse de Laura, coupe le câble des freins de la voiture de cette dernière qui décède dans l’accident qui suit. Témoin de l'accident et de la noyade de sa promise dans un lac, Mino récupère son cadavre et le dépose sur leur lit conjugal. Pendant ce temps, toujours dans le manoir, une dispute éclate entre la comtesse et Marta. Cette dernière pousse la maîtresse des lieux dans les escaliers et l'achève en l'étranglant.  Après avoir appris la mort accidentelle de sa mère selon un médecin légiste, Mino se trouve désormais sous l'emprise de Marta, folle de lui et prête à tout pour le garder pour elle.
Mais la folie commence à guetter le jeune homme qui se met à assassiner des filles de petite vertu. Alors qu'il leur fait l'amour dans son lit, il les étrangle lorsqu'elles hurlent de peur en voyant le corps embaumé de Laura. Quand elle découvre ses meurtres, Marta lui propose de se débarrasser des prostituées dans de l'acide s'il l'épouse et qu'il la proclame comtesse. Mais leur existence morbide est chamboulée lorsque la sœur jumelle de Laura, Daniela, arrive chez eux pour rapatrier son corps pour qu'elle repose dans le caveau familial. Troublé par sa ressemblance avec la morte, Mino pense que Laura est revenue d'entre les morts. Lorsqu'il demande à Marta de faire ses valises et de partir de chez lui, la gouvernante psychopathe refuse et veut éliminer Daniela. Mais Mino intervient et poignarde Marta puis kidnappe Daniela pour fuir avec elle. Avant de mourir, Marta alerte la police et dénonce Mino... Devenu fou par la ressemblance entre Daniela et sa sœur défunte, traqué par la police, Mino se donne la mort...

## Fiche technique
Sauf indication contraire, les informations mentionnées dans cette section peuvent être confirmées par la base de données cinématographiques IMDb,  présente dans la section « Liens externes ».
- Titre original : Il terzo occhio
- Titre français : Le Froid Baiser de la mort[1]
- Réalisation : Mino Guerrini (sous le pseudo de James Warren)
- Scénario : Piero Regnoli et Mino Guerrini
- Montage : Ornella Micheli (créditée comme Donna Christie)
- Musique : Francesco De Masi (sous le pseudo de Frank Mason)
- Photographie : Alessandro D'Eva (sous le pseudo de Sandy Deaves)
- Production : Ermanno Donati et Luigi Carpentieri
- Sociétés de production : Panda Società et L'Industria Cinematografica
- Société de distribution : Medusa
- Pays de production :  Italie
- Langue originale : italien
- Format : noir et blanc
- Genre : horreur
- Durée : 98 minutes
- Dates de sortie : 
  - Italie : 11 juin 1966
  - France : 2 juin 1971

- Classification :
- Italie Public de Adulte 21 ans + 
  - France : initialement « interdit aux moins de 18 ans», puis mention « interdit aux moins de 12 ans » (Certaines scènes peuvent heurter la sensibilité des plus jeunes).

## Distribution
- Franco Nero (sous le pseudo de Frank Nero) : Mino Alberti
- Gioia Pascal : Marta
- Erika Blanc (sous le pseudo de Diana Sullivan) : Laura / Daniela
- Olga Solbelli (sous le pseudo d'Olga Sunbeauty) : la mère de Mino
- Marina Morgan : la strip-teaseuse dans la discothèque
- Gara Granda : Loredana
- Richard Hillock : le médecin-légiste